# Мексика на летних Олимпийских играх 1956
Мексика принимала участие в Летних Олимпийских играх 1956 года в Мельбурне (Австралия) в восьмой раз за свою историю, и завоевала одну серебряную медаль. Сборная страны состояла из 24 спортсменов (21 мужчина, 3 женщины).

## Медалисты
| Медаль | Спортсмен      | Вид спорта    | Дисциплина        |
| ------ | -------------- | ------------- | ----------------- |
| Золото | Хоакин Капилья | Прыжки в воду | Мужчины, вышка    |
| Бронза | Хоакин Капилья | Прыжки в воду | Мужчины, трамплин |

## Результаты соревнований

### Академическая гребля
В следующий раунд из каждого заезда проходили несколько лучших экипажей (в зависимости от дисциплины). В финал A выходили 4 сильнейших экипажей.
Мужчины
| Соревнование | Спортсмены    | Предварительный заезд | Предварительный заезд | Предварительный заезд | Отборочный заезд | Отборочный заезд | Отборочный заезд | Полуфинал            | Полуфинал            | Полуфинал            | Финал                | Финал                |
| Соревнование | Спортсмены    | Заезд                 | Время                 | Место                 | Заезд            | Время            | Место            | Заезд                | Время                | Место                | Время                | Место                |
| ------------ | ------------- | --------------------- | --------------------- | --------------------- | ---------------- | ---------------- | ---------------- | -------------------- | -------------------- | -------------------- | -------------------- | -------------------- |
| одиночки     | Хорхе Роэслер | 3                     | 8:24,3                | 4                     | 1                | DNF              | DNF              | завершил выступление | завершил выступление | завершил выступление | завершил выступление | завершил выступление |